# Scambus albitibia
Scambus albitibia är en stekelart som först beskrevs av Morley 1914.  Scambus albitibia ingår i släktet Scambus och familjen brokparasitsteklar. Inga underarter finns listade i Catalogue of Life.